# Yamaha PSS-780
 (février 2014).
Si vous disposez d'ouvrages ou d'articles de référence ou si vous connaissez des sites web de qualité traitant du thème abordé ici, merci de compléter l'article en donnant les références utiles à sa vérifiabilité et en les liant à la section « Notes et références ».
Le Yamaha PSS-780 est un clavier à cinq octaves (61 touches) de la série PortaSound sorti en 1989. Il était un synthétiseur assez sophistiqué pour l'époque. 

## Description
Le clavier utilise un synthétiseur FM 2 (opérateur pour produire 100 voix préétablies). Il propose également un contrôle manuel de certains des paramètres du synthétiseur, afin que l'utilisateur puisse créer ses propres sons. Cinq sons définis par l'utilisateur peuvent être stockées dans la mémoire .
La percussion est PCM (échantillon) sur la base, et peut être joué en utilisant manuellement la rangée de plots devant le clavier. Un total de 32 sons de percussion sont disponibles, au choix dans quatre banques de huit, des motifs rythmiques personnalisé peuvent être créés en utilisant la fonction Custom Drummer.
Les fill-ins [Quoi ?] sont orchestrées et sont activées à l'aide des trois grandes garnitures pourpres à l'avant du clavier, et sont donc faciles à frapper. Avec la fonction Synchro Break activée, vous pouvez également ajouter vos propres fill-ins manuelles ou un solo de batterie. 
Il possède également un séquenceur cinq pistes, qui permet l'enregistrement indépendant de chaque piste en utilisant différentes voix (y compris les voix définies par l'utilisateur) avec la lecture simultanée.
Le clavier a aussi une molette de pitch-bend (plage configurable de 1 à 12 demi-tons). Il implémente une interface MIDI complète permettant une connexion par ordinateur. 